# Ратичів
Ратичів (Ратичув, пол. Ratyczów) — село в Польщі, у гміні Лащів Томашівського повіту Люблінського воєводства. Населення — 229 осіб (2011).

## Історія
1531 року вперше згадується православна церква в селі.
27 червня 1938 року польська адміністрація в рамках великої акції руйнування українських храмів на Холмщині і Підляшші знищила місцеву православну церкву.
За німецької окупації 1939—1944 років у селі діяла українська школа. У 1943 році в селі проживало 292 українці та 66 поляків. 1944 року польські шовіністи вбили в селі 17 українців.
У 1975—1998 роках село належало до Замойського воєводства.

## Населення
Демографічна структура станом на 31 березня 2011 року:
|          | Загалом | Допрацездатний вік | Працездатний вік | Постпрацездатний вік |
| -------- | ------- | ------------------ | ---------------- | -------------------- |
| Чоловіки | 115     | 27                 | 73               | 15                   |
| Жінки    | 114     | 22                 | 64               | 28                   |
| Разом    | 229     | 49                 | 137              | 43                   |